# 高州人民会堂
人民会堂，位于中国广东省茂名市高州市中山路，为高州市文物保护单位，类型为近现代重要史迹及代表性建筑，公布时间为2000年11月8日。
人民会堂的历史年代为1959。